# Dmenin
Dmenin is een plaats in het Poolse district  Radomszczański, woiwodschap Łódź. De plaats maakt deel uit van de gemeente Kodrąb en telt 600 inwoners.